# The Reckless Lady
The Reckless Lady è un film muto del 1926 diretto da Howard Higgin. Prodotto e distribuito dalla First National Pictures, aveva come interpreti Belle Bennett, James Kirkwood, Lois Moran, Lowell Sherman, Ben Lyon.
La sceneggiatura di Sada Cowan si basa sull'omonimo romanzo di Philip Hamilton Gibbs pubblicato a Londra nel 1924.

## Trama
La giovane signora Fleming, presa dal demone del gioco, non sa come rifondere le proprie perdite al tavolo verde e accetta la proposta del russo Feodor, di cui diventa l'amante. Quando suo marito scopre la loro relazione, divorzia e la donna lascia il paese, trasferendosi a Montecarlo con la piccola Sylvia. Passano gli anni. La signora Fleming è riuscita a mantenersi giocando oculatamente e con prudenza. Sylvia è diventata nel frattempo una bellissima ragazza e quando Feodor, giunto a Monaco, la vede, suscita in lui una passione lussuriosa. La signora Fleming vorrebbe mettere sull'avviso la figlia ma ne è impedita dalle minacce di Feodor, che la diffida dal farlo se non vuole che lui riveli a Sylvia il suo passato. La signora Fleming, disperata, cerca di vincere ai tavoli una grossa cifra per poter lasciare Montecarlo, ma perde tutto. Non vedendo altra soluzione, giunge a pensare al suicidio. Ma ne viene impedita dall'arrivo del marito che la salva e lei, finalmente, ha il coraggio di raccontare alla figlia la sua storia. Sylvia, adesso, prova solo disgusto per Feodor e si consola con Ralph Hilliwe, un bravo giovane della sua età innamorato di lei. I suoi genitori, intanto, ritrovatisi dopo tanti anni, mettono una pietra sopra il passato e si riconciliano.

## Produzione
Il film fu prodotto dalla First National Pictures.

## Distribuzione
Il copyright, richiesto dalla First National, fu registrato il 27 gennaio 1926 con il numero LP22331.
Distribuito dalla First National Pictures, il film era uscito nelle sale statunitensi il 24 gennaio 1926, presentato (da Robert Kane) in prima a New York. In Danimarca, uscì il 16 agosto 1926 con il titolo Kvinden fra Monte Carlo; il 14 febbraio 1927, la First National Film Distributors lo distribuì nel Regno Unito; mentre in Finlandia, con il titolo Uhkapeliä, uscì il 20 febbraio 1928. In Austria, fu ribattezzato Austria; in Brasile, Esposa Leviana; in Svezia, Hög hasard.
Non si conoscono copie ancora esistenti della pellicola che viene considerata presumibilmente perduta.